# Terry Lingner
Terry Lingner (* 29. November 1954 in Indianapolis) ist ein US-amerikanischer Fernsehproduzent sowie ehemaliger Autorennfahrer und Rennstallbesitzer.

## Fernsehproduzent
Terry Lingner arbeitete als Produktionsassistent für den US-amerikanischen Fernsehsender ABC bei den Olympischen Winterspielen 1980 in Lake Placid. 1989 gründete er die eigene Produktionsfirma Lingner Group Productions und war viele Jahre bei ESPN für die Motorsportübertragungen der NASCAR, der Indy Car und der Formel 1 verantwortlich. Ab 2001 produzierte sein Unternehmen exklusiv alle Motorsportübertragen vom Indianapolis Motor Speedway. Dazu zählten unter anderen das Indianapolis 500, das Brickyard 400 und der Große Preis der USA. Für ESPN produzierte er 14 Jahre lang das Motorsportprogramm SpeedWeek.

## Karriere als Rennfahrer
Zwischen 1992 und 2002 war Terry Lingner als Rennfahrer aktiv. Er ging beim 24-Stunden-Rennen von Daytona, dem 12-Stunden-Rennen von Sebring und beim 24-Stunden-Rennen von Le Mans an den Start. Seine beste Platzierung war der 11. Rang beim IMSA Supercar-Rennen im Lime Rock Park 1992.

## Statistik

### Le-Mans-Ergebnisse
| Jahr | Team               | Fahrzeug        | Teamkollege   | Teamkollege       | Platzierung | Ausfallgrund |
| ---- | ------------------ | --------------- | ------------- | ----------------- | ----------- | ------------ |
| 2001 | Racing Engineering | Porsche 911 GT3 | Robin Donovan | Chris MacAllister | Ausfall     | Motorschaden |

### Sebring-Ergebnisse
| Jahr | Team            | Fahrzeug                | Teamkollege | Teamkollege    | Teamkollege  | Platzierung | Ausfallgrund |
| ---- | --------------- | ----------------------- | ----------- | -------------- | ------------ | ----------- | ------------ |
| 1997 | Alex Job Racing | Porsche 911 Carrera RSR | Jeff Purner | Charles Slater | Robbie Groff | Rang 23     |              |